# 普洱茶

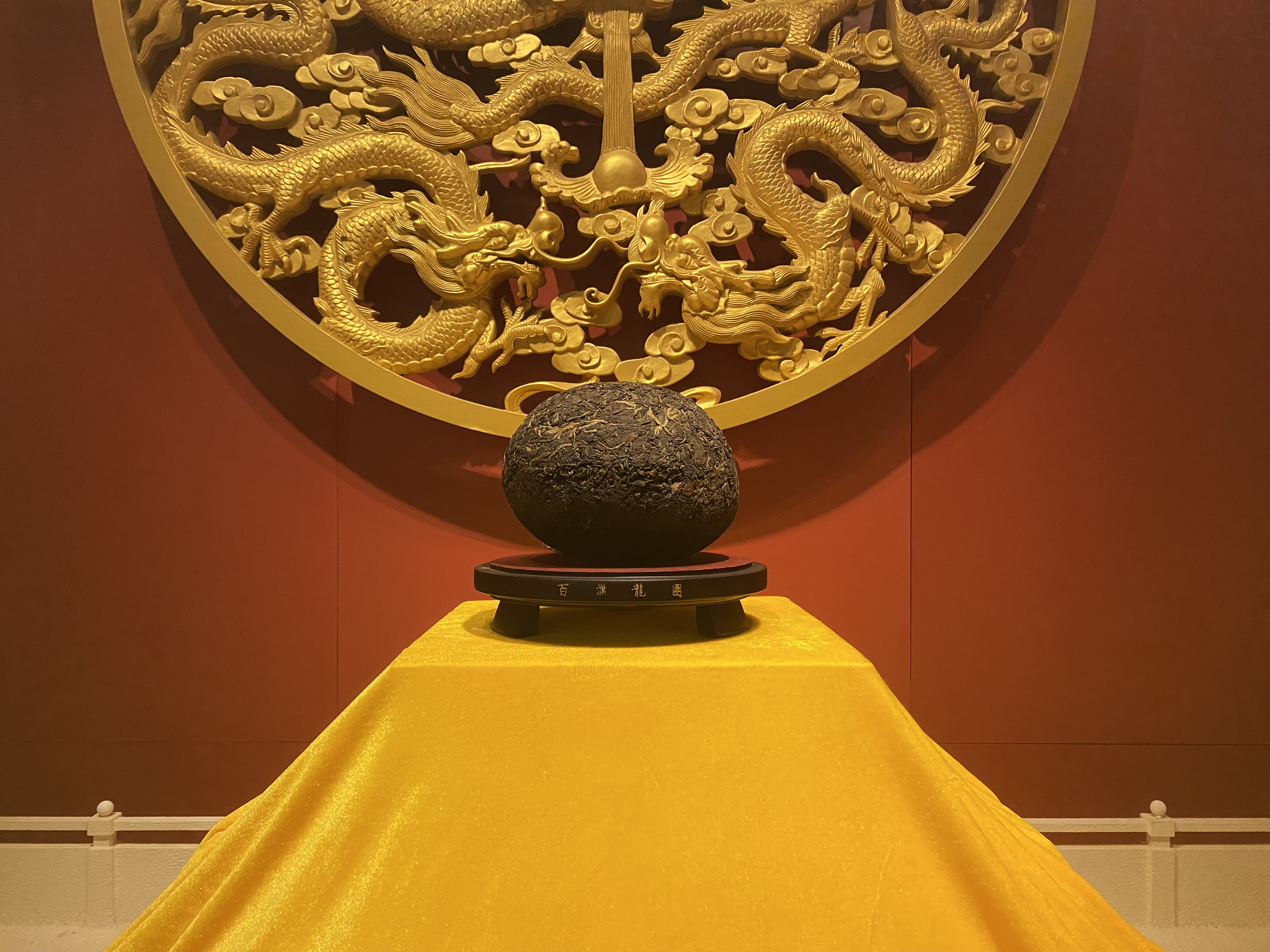
清光绪年间普洱府生产的贡茶“万寿龙团”，国家二级文物，2007年自故宫迎回普洱市，现为普洱市博物馆镇馆之宝

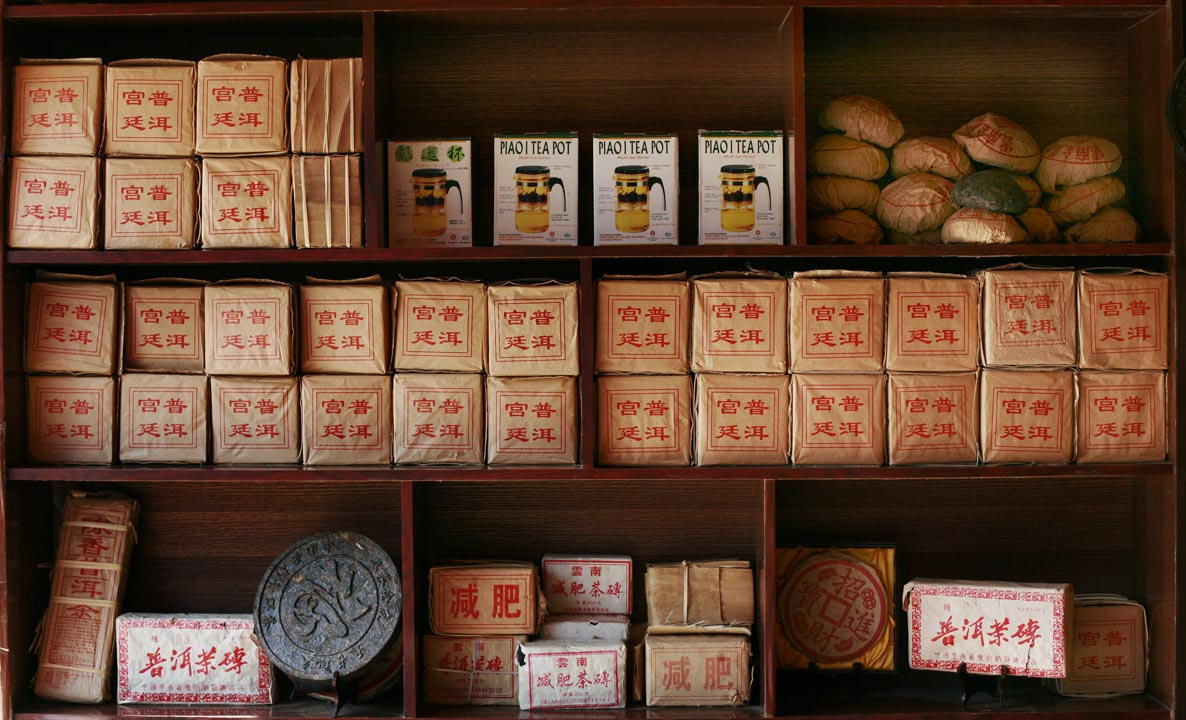
普洱茶

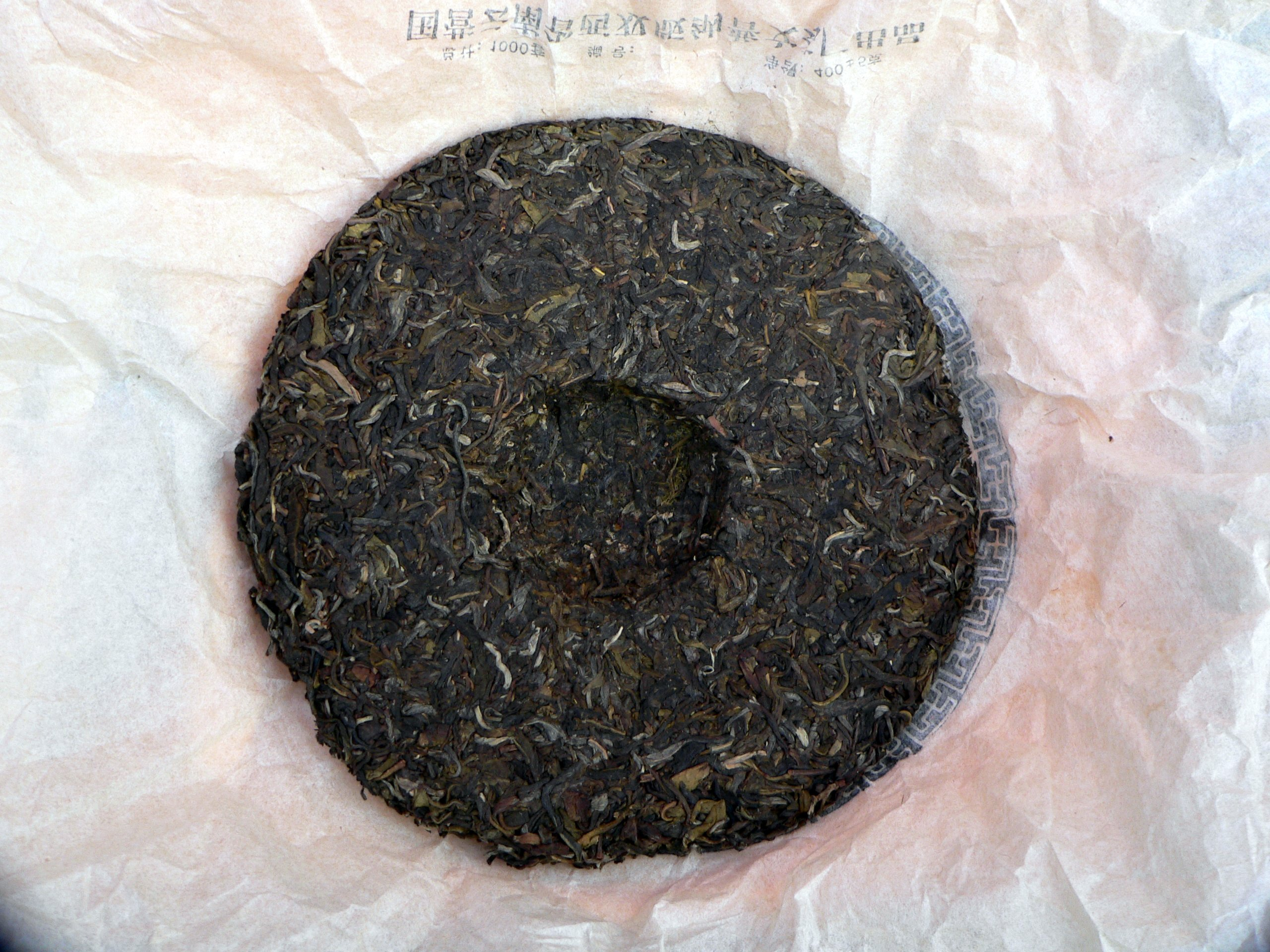
云南西双版纳产的普洱茶

普洱茶熟茶是以云南省一定区域内的云南大叶茶（[Camellia sinensis var. assamica] 错误：{{Langx}}：文本有斜体标记（帮助））晒青毛茶为原料，经过后发酵加工成的散茶和紧压茶。
普洱茶的產地因在清朝时屬雲南省普洱府（今普洱市，2007年前为思茅市），所以以此泛稱之。實際上，現在被稱為滇普洱茶泛指中國雲南地區生產的一种茶叶。
明朝時普洱茶稱普茶，明成祖朱棣曾下令取消天下龙团和凤团等緊壓茶，但不是红茶是绿茶；在邊境的雲南，這種古稱「團茶」的緊壓茶製作工藝保存下來 。
由於普洱茶「渥堆」工藝向來被視為不傳之秘，所以让初次接触的人容易买到不合格的普洱茶；所以選購普洱茶必須找信用良好的商家，若能清楚製茶人、乃至出品茶廠，則更有保障。

## 分类
普洱茶可依据形状、产地、年代、品级、製作工艺、发酵环境等来分类。
初制毛茶分为春、夏、秋三个规格。春茶又分春尖、春中、春尾三个等级；夏茶又称二水；秋茶称为谷花。普洱茶中以春尖和谷花艺制作而成的普洱茶，香味浓郁，耐泡，汤黄明亮，香气清幽，滋味醇厚。

### 制作工艺
依照普洱茶的製程，又可分为生茶和熟茶。生茶直接將“毛青茶”蒸压制成型，熟茶則在蒸壓製前加上一道“渥堆”的工序；所謂渥堆，就是將“毛青茶”加水加热，提高茶叶温度，利用菌種的好氧反應，將茶葉中的植物蛋白水解成胺基酸、並破茶葉的葉綠素、氧化產生茶红素及茶褐素。經過“渥堆”這個轉化程序，普洱茶在二個月左右就變得順滑甘甜適合飲用，而生茶則必需再經多年儲存、經過“陳化”始宜飲用。

### 发酵环境
普洱茶的生茶依據儲存方式，又可以分為“乾倉”及“濕倉”，茶汤味道比较薄，颜色透红。“濕倉”的轉化程序較快，“乾倉”需時更久，但“乾倉”長期陳化的普洱茶風味更佳、價格高昂；一般“乾倉”普洱茶要產生茶紅素、俗說“反紅”，根据不同的产地至少需時10－30年。

### 形状
普洱茶以形状可分为散茶与緊壓茶二類，前者在製成“毛青茶”後即出售，後者將“毛青茶”蒸壓製成磚、沱等各種形式。緊壓茶具有以下多种形状：
| 图片 | 俗称 | 描述                                                                             |
| ---- | ---- | -------------------------------------------------------------------------------- |
|      | 饼茶 | 小圆饼形，每块重100g-5kg；主要的标准重量为357g，七个饼为一筒，又称为“七子餅茶”。 |
|      | 沱茶 | 碗状，中间下凹，外径8厘米，高4.5厘米。                                           |
|      | 砖茶 | 长方砖形，又可分为青砖茶、米砖茶、黑砖茶、花砖茶、茯砖茶等。                     |
|      | 方茶 | 方形，外形平整，茶砖上多有印字。                                                 |
|      | 紧茶 | 形状像沱茶，但多了一个柄，使得形状类似蘑菇，主要以销藏为主。                     |
|      | 金瓜 | 形状像金瓜，是著名的贡茶。                                                       |

### 产地
普洱茶被国家质检总局于2008年5月13日以总局2008年第60号公告批准实施地理标志产品保护，《地理标志产品 普洱茶》国家标准也由国家质检总局、国家标准委于2008年8月5日以中华人民共和国国家标准批准发布公告2008年第10号（总第123号）批准发布，于2008年12月1日正式实施。